# Ахтанов, Тахави
Тахави́ Ахта́нов (каз. Тахауи Ахтанов, (25 октября 1923, аул Шетиргиз Шалкарского района Актюбинской области, Казахская АССР, СССР — 25 сентября 1994, Алматы, Казахстан) — казахский советский писатель и драматург, орденоносец Великой Отечественной войны, лауреат Государственной премии Казахской ССР (1968), народный писатель Казахстана (1992). Лауреат премии имени Валентина Пикуля (1993) и лауреат премии Казахского ПЕН-клуба имени М. Ауэзова (1995).

## Биография
Родился 25 октября 1923 года в селе Шетиргиз Шалкарского района Актюбинской области, но детство провёл в Карабутаке Айтекебийского района Актюбинской области Казахской ССР. Тахави, вероятно, был назван в честь известного исламского богослова ат-Тахави, чьё имя (точнее, часть имени — нисба) происходит от названия селения Таха в Египте. Происходит из рода шекты племени алимулы.
Отец Тахави Ахтан был зажиточным крестьянином-скотоводом. В 1932 году во время принудительной коллективизации Ахтан вместе со старшим сыном Тахави откочевали в Каракалпакию, но спустя год вернулись на родину. Но после возвращения Ахтан умер от тифа. Все дети Ахтана, в том числе Тахави, были от его третьей жены Даилхан, которая была вдовой и уже имела ребёнка. Она и отдала его на обучение в интернат в селе Новороссийское, где он проучился до 9 класса. Затем, приписав себе один класс, Ахтанов в 1940 году поступил на факультет языка и литературы Казахского педагогического института в Алма-Ате.
В декабре 1941 года его призвали в армию и в 1942—1945 годы Ахтанов служил на различных фронтах Великой Отечественной. Проявил себя бесстрашным офицером, воевал под Москвой, в Крыму, закончил войну в Германии, был ранен и награждён двумя орденами Красной Звезды и орденом Отечественной войны 2-й степени в 1944 и 1945 гг. По впечатлениям тех военных лет будущий писатель и написал позже роман «Грозные дни» о панфиловской дивизии, позже удостоенный Премии имени Валентина Пикуля (1993).
После окончания военной службы, Ахтанов в 1948—1951 годах работал редактором и заведующим отделения в Казахском государственном объединённом издательстве, в 1951—1953 годах руководил отделом сценариев в «Казахфильме», в 1953—1954 годах был редактором журнала «„Әдебиет және Искусство“» («Литература и искусство», совр. «Жұлдыз»), в 1954—1955 годах работал ответственным секретарём Союза писателей Казахстана, в 1955—1957 годах — ответственный секретарь отделения Союза писателей в Карагандинской области, в 1957—1958 годах — начальник Комитета по делам искусств при Совете министров Казахской ССР, в 1971—1972 годах — главный редактор журнала «Жұлдыз», в 1975—1984 годах — директор республиканской книжной палаты.

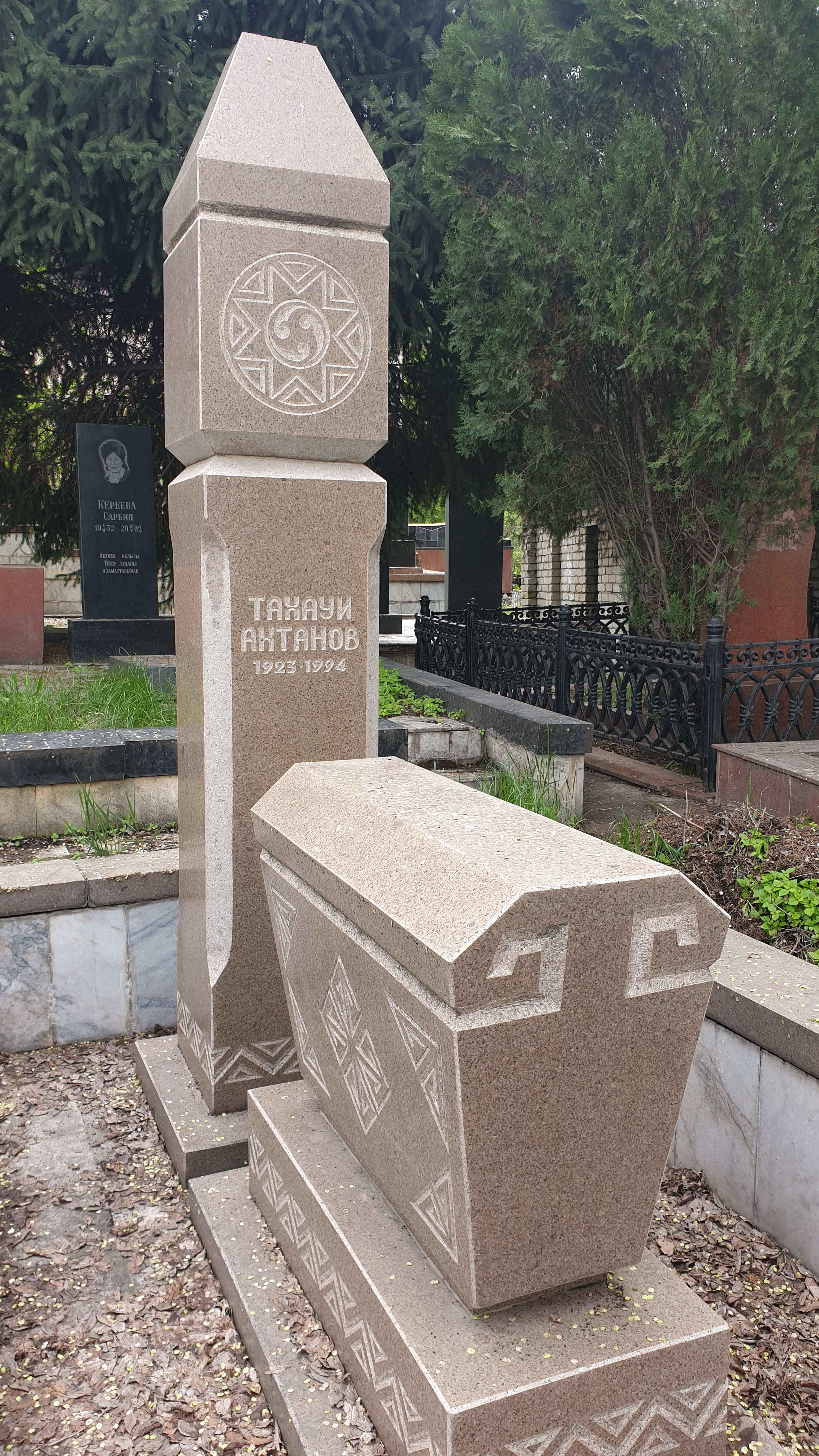
Надгробный памятник над могилой Тахауи Ахтана

Умер 25 сентября 1994 года в городе Алма-Ата. Похоронен на Кенсайском кладбище.

## Творчество
Ахтанов начал сочинять стихи ещё в школьные годы. Впервые его стихи были напечатаны уже во фронтовых газетах, а после окончания войны были включены в коллективный сборник «Жастар дауысы» («Голос молодых»). Касым Аманжолов, написавший рецензию к сборнику, посоветовал молодому поэту сменить жанр. После этого Ахтанов переключился на прозу.
Ахтанов относится к тому поколению казахских писателей, которые вошли в литературу в послевоенные годы. «Күй аңызы» стал первым рассказом Ахтанова, который был опубликован в прессе. В 1957 году увидел свет роман «Грозные дни» о событиях под Москвой осенью 1941 года, впервые опубликованный в журнале «Дружба народов», который сделал его известным среди широкого круга читателей. Этот роман неоднократно переиздавался, был переведён на русский, немецкий, турецкий и др. языки. В 1960 и 1963 году выходят книги Ахтанова «Махаббат мұңы» и «Дала сыры», в 1966 году — известный роман «Буран», впервые опубликованный в журнале «Новый мир» Александра Твардовского, в 1973 году — роман «Шырағың сөнбесін» (Свет очага, переработанный в 1982), затем драматическая поэма «Клятва», которую писатель вынашивал 15 лет. По следам поездки в Индию вышла «Индийская повесть» (1970). Очерки «Слово об Ауэзове» (1967), «Ғабит Мүсрепов» (1969) и «Көкейкесті» (1980) посвящены размышлению о литературном процессе.
В 1974 году вышел сборник избранных сочинений, в 1978 — двухтомник «Избранное», в 1985 году — сборник сочинений в 5 томах и семитомник в 2013 году.

## Роман «Буран»
Роман «Буран» (1963) о трёх днях трудной жизни советских животноводов в казахской степи принёс автору Государственную премию Казахской ССР (1968). Роман Ахтанова по сюжету перекликается с известной повестью «Прощай, Гульсары!» (1966) киргизского писателя Чингиса Айтматова. Образ его героя колхозного чабана Коспана по силе характера не уступает Танабаю — герою повести Айтматова, в 2008 году экранизированной в Казахстане. «Буран» же был переведён на русский, украинский, белорусский, узбекский, киргизский, туркменский, азербайджанский, турецкий, таджикский, грузинский, армянский и др. языки.

## Переводчик
Сам Тахави Ахтанов перевёл на казахский язык знаменитую трилогию Алексея Толстого «Хождение по мукам» (каз. «Азапты сапарда»), «Сказку о золотом петушке» Александра Пушкина (каз. «Алтын әтеш туралы ертегі»), «Кавалера Золотой Звезды» Семёна Бабаевского (каз. «Алтын жұлдызды жігіт»), рассказы Ивана Тургенева и Максима Горького.

## Драматург
Драматические произведения Ахтанова «Сауле» об острых проблемах современности, «Буран» (пьеса), «Күтпеген кездесу» (Неожиданная встреча), «Махаббат мұңы» (Печаль любви), «Әке мен бала» (Отец и сын), «Ант» (Клятва Абулхаира) об отношениях России и казахской Степи, «Жоғалған дос» (Потерянный друг), «Күшік күйеу» (Зять-примак) неоднократно ставились на сценах казахских драмтеатров, и в первую очередь в Казахском академическом драмтеатре им. Ауэзова. В драме «Сауле», которая выразила многие изменения в стране, произошедшие в 1960-е годы, впервые на сцене был показан конфликт между двумя стилями управления в Коммунистической партии.

## Награды
- Народный писатель Казахстана (1992)
- Орден Отечественной войны 1-й степени (11.03.1985)
- Орден Дружбы народов (24 октября 1983)
- Орден Трудового Красного Знамени (1970)
- Орден «Знак Почёта» (3 января 1959) — за выдающиеся заслуги в развитии казахского искусства и литературы и в связи с декадой казахского искусства и литературы в гор. Москве
- Орден Красной Звезды (1 февраля 1945)
- Орден Отечественной войны 2-й степени (19 ноября 1944)
- Орден Красной Звезды (6 августа 1944)
- Медали

## Память
- В честь Тахави Ахтанова названы улицы в Алма-Ате и Актобе
- «Дом книги „Тахауи Ахтанов“» открыт в Актобе[12]
- С 1997 года его имя носит Актюбинский областной театр драмы.
- 30 декабря 2013 года в сквере театра драмы в Актобе состоялось открытие памятника двум казахским писателям — Тахави Ахтанову и Куандыку Шангитбаеву работы молодого скульптора Жениса Жубанкосова[13].
- В апреле 2018 года бюст Тахави Ахтанову установили в фойе Актюбинского областного театра драмы[14].